# Jan Roskosz
Jan Roskosz (ur. 4 czerwca 1896 w Ciechomicach, zm. 15 lipca 1964 w Lille) – kapitan Wojska Polskiego, działacz niepodległościowy, kawaler Orderu Virtuti Militari.

## Życiorys
Urodził się 4 czerwca 1896 w ówczesnym powiecie gostynińskim guberni warszawskiej, w rodzinie Wawrzyńca i Bronisławy z Wilickich. W 1908 wraz z rodzicami wyemigrował do USA. Absolwent gimnazjum w Cambridge Springs. Od 1917 ochotnik w armii kanadyjskiej w Toronto. 5 marca 1918 w randze podporucznika był szefem transportu polskich ochotników do Armii Polskiej we Francji. Po przybyciu w  5 pułku szkolnym. W czerwcu 1919 przyjechał do Polski. Z 48 pułkem piechoty brał udział w walkach na frontach wojny polsko–bolszewickiej.
Szczególnie zasłużył się 22 września 1920 "podczas walki nad Muchowcem pod wsią Łuszczyki na czele plutonu brawurowym atakiem przeprawił się przez rzekę". Za tę postawę został odznaczony Orderem Virtuti Militari.
W latach 1923–1924 pozostawał w stanie nieczynnym. Następnie służył w 30 pułku piechoty w Warszawie. Z dniem 31 marca 1927 został przeniesiony w stan spoczynku. Od 1930 zamieszkał we Francji. Od 1940 żołnierz w Polskich Siłach Zbrojnych. 26 czerwca 1944 awansowany do stopnia kapitana. W 1947 przeniesiony do rezerwy. Zmarł 15 lipca 1964 w Lille i tam też został pochowany.
Był żonaty z Olimpią Tomaszewską, z którą miał syna Jerzego Kazimierza (ur. 1925).

## Ordery i odznaczenia
- Krzyż Srebrny Orderu Wojskowego Virtuti Militari nr 2230[2][3] – 17 maja 1921[5][6]
- Medal Niepodległości – 27 czerwca 1938 „za pracę w dziele odzyskania niepodległości”[7][8][9][2]
- Krzyż Żołnierzy Polskich z Ameryki[1]
- Odznaka za Rany i Kontuzje z trzema gwiazdkami[1]
- Medal Zwycięstwa[1]